# 슈브리
슈브리 (Chevry)는 프랑스 오베르뉴론알프 앵주의 코뮌이다. 마을 주민 이름은 '슈브리지엔' (Chevrysiennes)이라고 부른다.

## 지리
젝스 아롱디스망에 투아리 캉통에 속해 있으며, 페드젝스 복합공동체의 일원이다. 스위스 국경에서 약 6km 떨어진 위치에 자리해 있다.
읍내는 시청 소재지인 슈브리데쉬스 (Chevry-Dessus), 마을 교회가 있는 슈브리데수 (Chevry-Dessous)로 나뉘어 있으며, 이밖에도 브레티니 (Brétigny), 베라즈 (Véraz), 나즈데수 (Naz-Dessous)를 비롯한 여러 마을로 구성되어 있다.
코뮌 내에는 총 4개의 강이 흐르는데, 알롱동강 (Allondon), 장부앵강 (Janvoin), 그랑주르낭강 (Grand Journans), 프티주르낭강 (Petit Journans)이라 부른다.

## 역사
슈브리의 역사는 대체로 페드젝스 지방의 역사와 함께 한다. 혁명 전 절대왕정기에는 젝스의 시장이 관할하는 교구였다.
1793년 프랑스 혁명으로 인한 행정구역 개편과 함께 젝스 캉통에 속하였으나, 2015년 캉통 재분할로 투아리 캉통에 속하게 되었다.
1899년 부설된 콜롱주 - 포르레클뤼즈-디본레뱅 선이라는 철도 노선의 중간역이 설치되어 있었으나, 1980년 폐선과 함께 철도는 다니지 않게 되었다.
1995년 5월 31일 페드젝스 복합공동체의 구성원으로 합류하였다.

## 교육과 경제
마을 내의 학교로는 프랑수아즈-돌토 학교 (Françoise-Dolto)와 생트마리 학교 (Sainte-Marie)가 있다.
슈브리 코뮌의 주요 경제활동은 농업으로, 지리적 표시 보호제 (PGI) 구역인 '코토드랭' (Coteaux de-l'Ain) 생산지역에 속해 있다.
농업 종사자 외 대부분 주민들은 국경 너머 스위스, 주로 제네바시로 출퇴근한다. 이는 페드젝스 지역 주민들 대다수에게 해당되는 이야기이기도 하다.

## 명소
- 슈브리성 (Le château de Chevry) - 예로부터 지로드랭가 소유지였던 곳으로, 에두아르 지로 드 랭 공작 (Baron Édouard Girod de l'Ain)이 1879년에 지었다. 내부 공원에는 수백년 된 노송이 심어져 있으며 참나무, 소나무, 삼나무 등 그 종도 다양하다.
- 생모리스 교회 (l'église Saint-Maurice) - 12세기부터 지어졌다고 전해지는 교회로, 2012년 5월 화재로 한차례 훼손되었지만 2015년 4월 이전 모습대로 복원되었다.[2]
- 추모 기념비
- 옛 슈브리 철도역

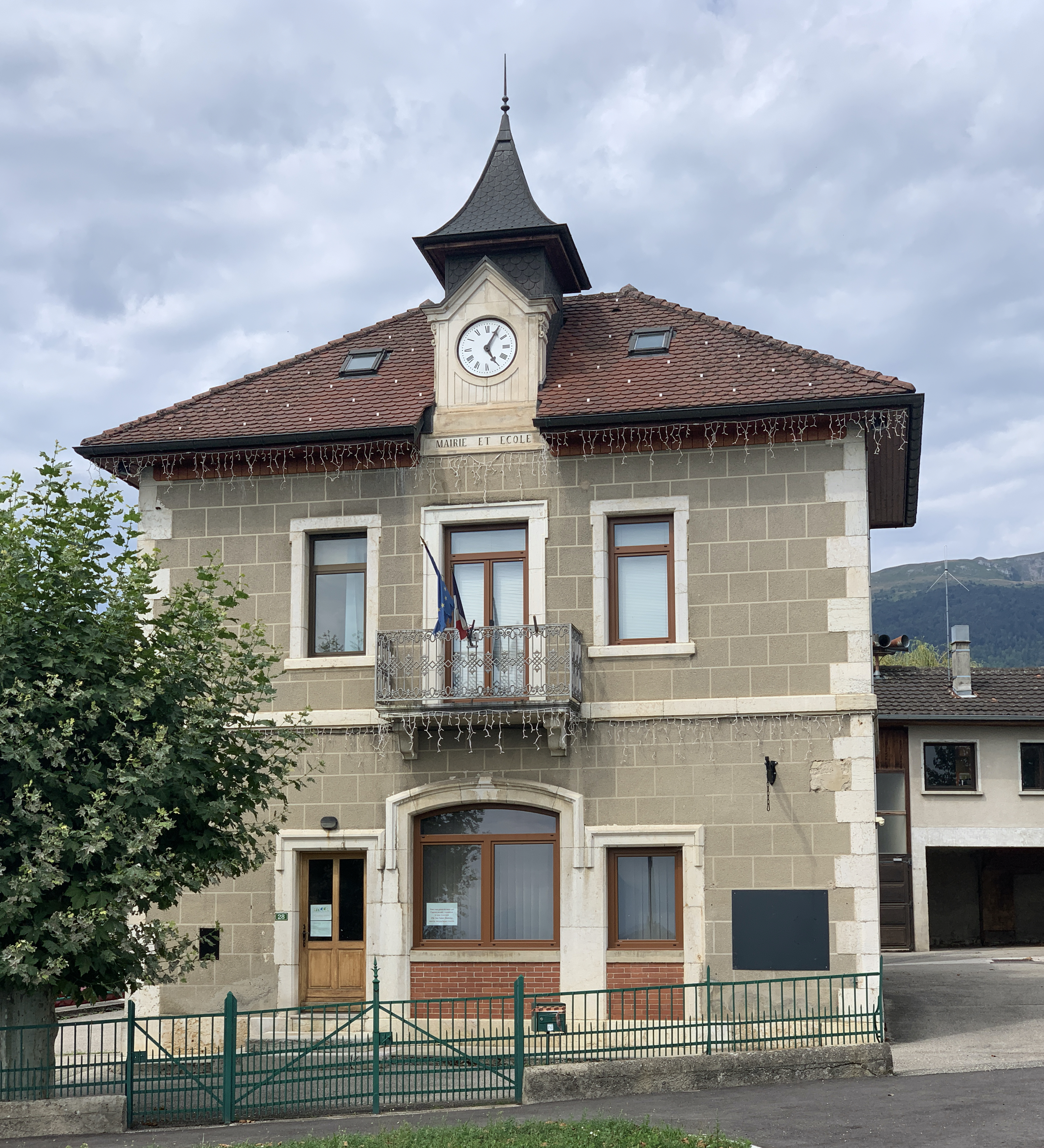
구 시청사
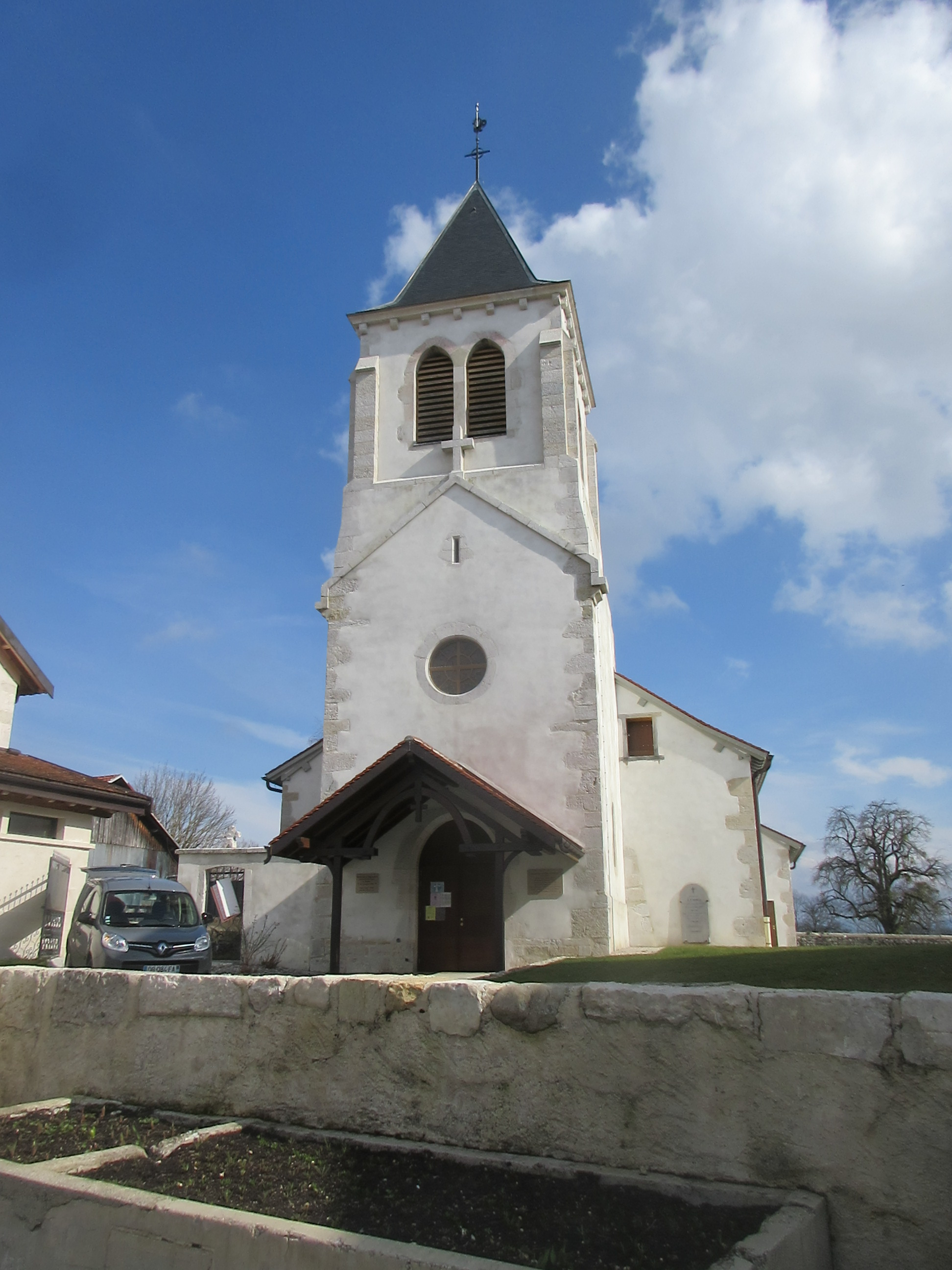
생모리스 교회
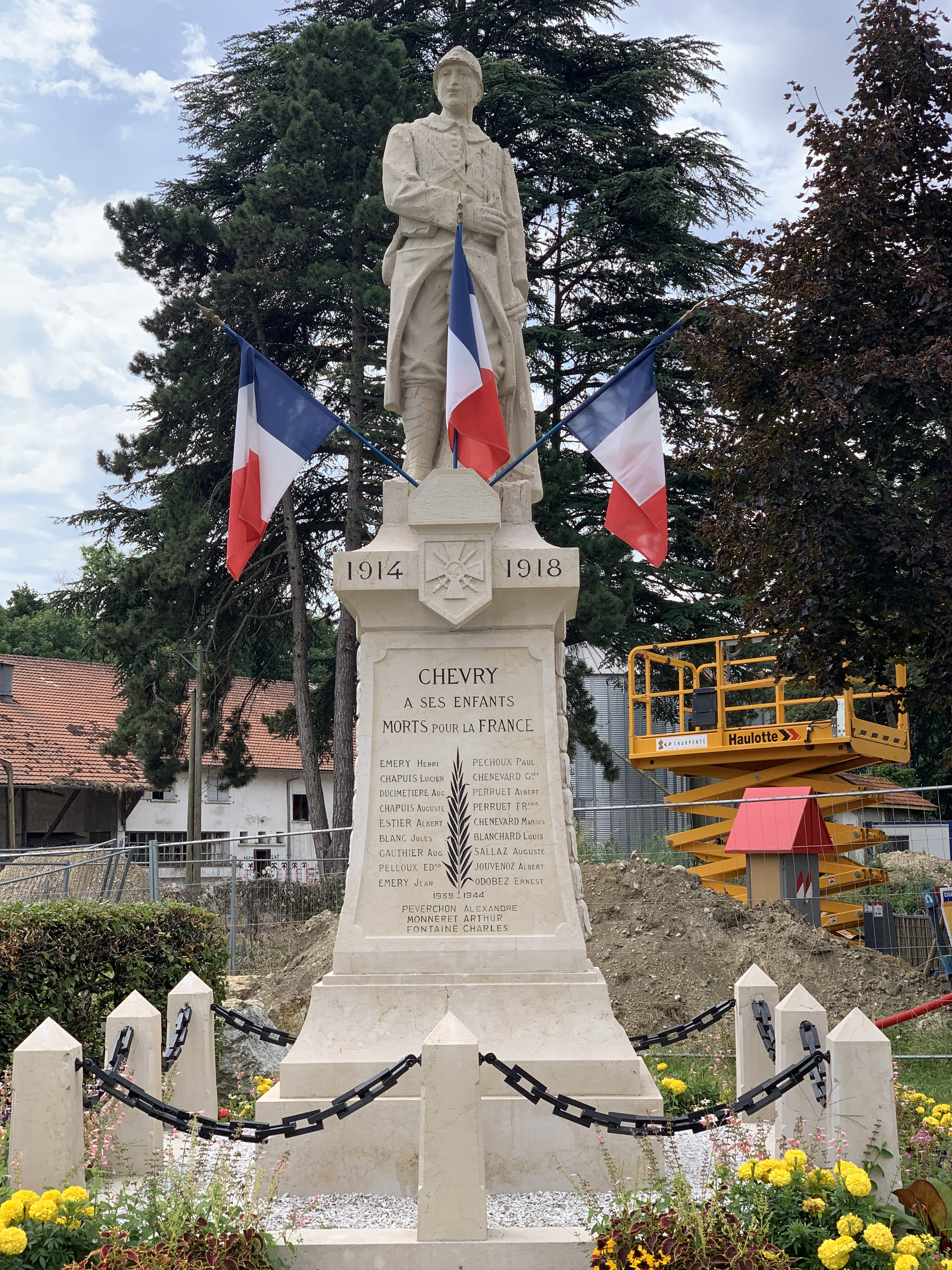
추모 기념비
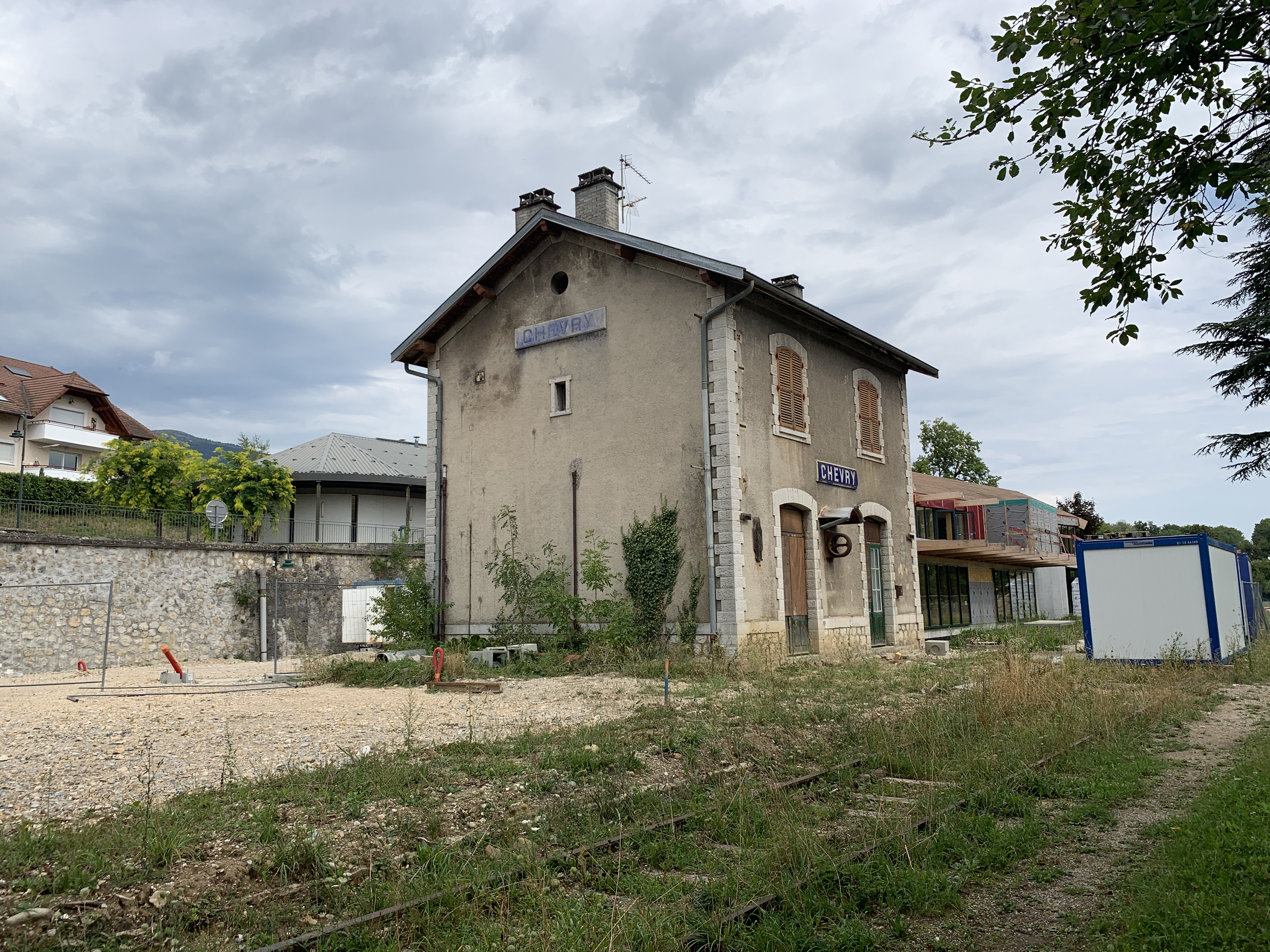
옛 슈브리 역사

## 같이 보기
- 앵주의 코뮌 목록